# Thomas Pirker
Thomas Pirker (* 17. Jänner 1987) ist ein österreichischer Fußballspieler.

## Karriere
Pirker begann seine Karriere in der AKA FC Kärnten, ehe er 2005 zum SV Spittal/Drau wechselte. Nach einem Jahr in Spittal ging er zum FC Kärnten, in die Erste Liga. Nach der Übernahme von Pasching durch den SK Austria Kärnten wurde der FC Kärnten Kooperationsverein des Erstligisten und somit durfte Pirker in der Ersten Liga sowie in der Bundesliga bei der Austria spielen. Sein Debüt in der Bundesliga gab der Kärntner am 11. August 2007 im Spiel der 6. Runde zwischen dem SK Austria Kärnten und dem SV Mattersburg. Pirker war Teil der erfolgreichen Österreichischen U20-Nationalmannschaft, welche bei der Junioren-Fußballweltmeisterschaft 2007 in Kanada den vierten Platz erringen konnte. Er wurde im Turnierverlauf zwei Mal eingesetzt. Im Januar 2009 wechselte er zum 1. FC Vöcklabruck, jedoch konnte er den Abstieg des Teams nicht verhindern.
Nach nur drei Spielen bei Vöcklabruck, wechselte er im Sommer 2009 zum Kärntner Regionalligisten WAC/St. Andrä, mit denen er den Aufstieg in die Erste Liga schaffte. Zwei Jahre später wechselte er vom WAC zum SK Austria Klagenfurt, den er aber bereits im Winter wieder verließ, um sich dem Villacher SV anzuschließen. Anfang 2013 wechselte Pirker zunächst für ein Jahr zur SG Steinfeld in die Kärntner Liga anschließend zur SV Sachsenberg in die Unterliga. Mit Sachsenberg schaffte Pirker den Aufstieg in die Kärntner Liga, doch bereits nach einer Saison musste die Mannschaft wieder absteigen; Pirker wechselte mit Saisonende 2014/15 für je ein Jahr zur ASKÖ Dellach/Drau und zur ASKÖ Wölfnitz. Zur Saison 2017/18 wechselte er zum SV St. Jakob/Rosental in die Kärntner Liga.